# Charadrius peronii
El chorlitejo malayo (Charadrius peronii)
 es una especie de ave charadriforme de la familia Charadriidae que anida en las playas y salinas del sudeste de Asia.

## Descripción
Mide unos 15 cm de longitud. Los machos son reconocidos por una banda negra delgada alrededor del cuello; las hembras tiene una banda marrón. Las patas son pálidas. El canto es una suave twit.

## Reproducción
La hembra pone de dos a cinco huevos crípticos en pequeñas raspaduras en las playas. Los huevos son incubados por ambos padres durante unos 30 días, y luego ambos padres cuidan de los polluelos precoces hasta que puedan volar después de unos 30 días más. En Tailandia, puede establecer múltiples nidadas tras un embrague exitoso o fallido durante la temporada de cría, que comienza a finales de marzo y puede durar hasta septiembre. Se alimenta de invertebrados en las playas y marismas.

## Estado de conservación
Esta especie está clasificada como casi amenazada con cerca de 10 000 individuos Se cree que está disminuyendo a causa del desarrollo de infraestructuras y la perturbación humana. El aumento del uso humano de los hábitats de playa puede causar pisoteo de los huevos o polluelos y también forzar a los adultos fuera de los nidos de manera que los huevos y los polluelos son vulnerables al estrés térmico. Un estudio realizado en el golfo de Tailandia sugirió que la conversión de cortas, arbustivas y densa vegetación en bosques ralos de Casuarina, así como la creación de diques que impiden a los polluelos moverse entre zonas de alimentación en las marismas y ocultar los hábitats en la vegetación detrás de las playas, podría reducir la calidad del hábitat de la especie.
Un estudio publicado en 2006 trató de evaluar el impacto del turismo en las especies a través de un estudio a gran escala en Prachuap Khiri Khan y Petchburi, Tailandia; 193 adultos y 191 polluelos fueron anillados como parte del estudio. El estudio concluyó que "el desarrollo del turismo en las playas tailandesas afecta la disponibilidad de hábitat y la productividad de los chorlitejos malayos aumentando las tasas de erosión de las playas, convirtiendo la vegetación en monocultivos e intensificando las perturbaciones humanas. Estos efectos directos de la pérdida de hábitat pueden exacerbarse por las reducciones dependientes de la densidad en la productividad".